# Ardalan

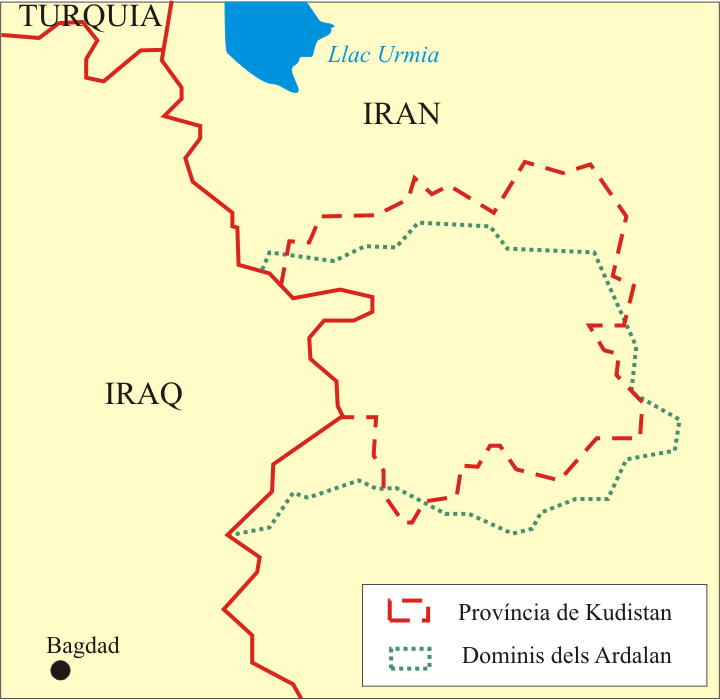
Estat dels ardalan

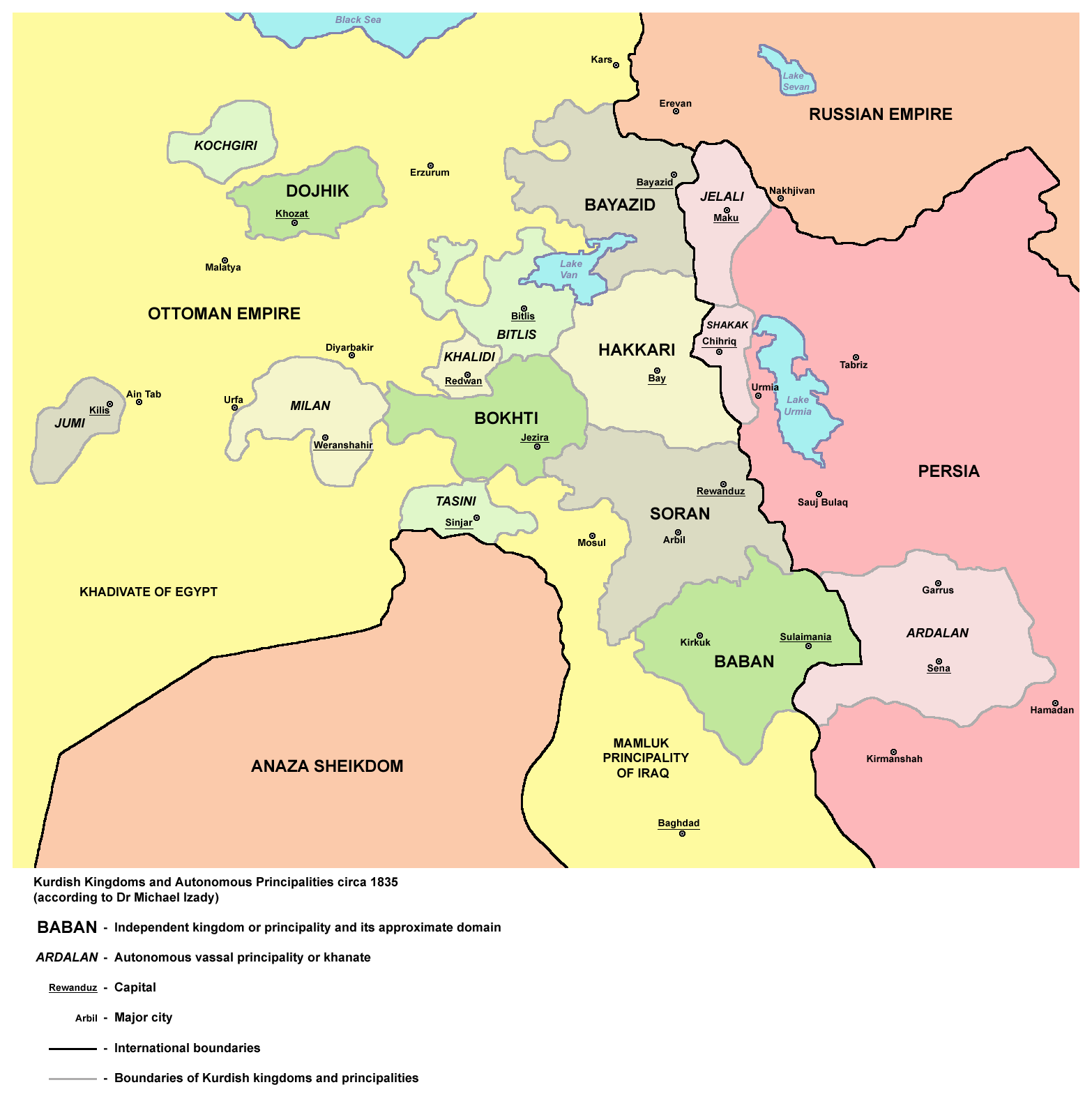
Estats kurds al voltant de 1835

Ardalan o Erdelan fou un territori kurd que va existir entre 1169 i 1867 al nord-oest de Pèrsia. La major part del feu formà modernament part del sharistan (districte) de Sanandadj a la província iraniana de Kordestan (Kurdistan), que sota la dinastia qajar va formar un estat vassall. El centre fou la ciutat de Sanandadj (o Sanandaj o Senna) i la població eren els kurd de la tribu ardalan (Banu Ardalan, kurd Bawa Ardalan) que governaven la major part del Kurdistan des del segle xiv; la família governant reclamava descendència dels medes o dels sassànides però més probablement descendien dels marwànides del Diyar Bakr.

## Història
Segons Xàraf-ad-Din Bitlisi, historiador kurd, el primer líder dels Bawa Ardalan, era descendent d'Ahmad ibn Marwan del Diyar Bakr que es va establir entre els gorans al Kurdistan i al segle xiv, en el final del període mongol, es va apoderar de Sharazur on es va establir com a sobirà absolut. No se sap quan es va establir a Sanandadj però cal pensar que fou en el segle xiv.
El principat d'Ardalan fou independent fins al començament del segle xvi quan fou unit com un estat vassall als dominis safàvides. A partir d'aquest moment els kurds ardalan es van embolicar a les lluites entre turcs otomans i perses safàvides i en alguns moments es van declarar vassalls dels otomans.
El principat va subsistir fins al segle xix. A començaments del segle xix el fill del sobirà d'Ardalan Aman Allah Khan, es va casar amb la filla de Fath Ali Shah. El xa dels qadjar Nasir al-Din Shah (1848-1896) va decidir posar fi al seu poder i va regular els afers de la província el 1851 i el 1867 va posar fi a l'autonomia i va nomenar al seu oncle Farhad Mirza Motamad al-Dawla com a governador per la zona fronterera amb el nom de província de Kurdistan, posant fi a la dinastia local.
La dinastia tenia com a religió el Yarsan (Kakayi o Ahl-e Haqq, 'Poble de l'Esperit'), religió lligada al dialecte gorani (hewrami), llengua iraniana de la branca zaza-gorani. El gorani fou la llengua escollida per nombrosos poetes com Baba Yadegar, Yal-Bagi Jaff (1493-1554), Khan Almas Khani Kandulei (1662-1728), Mala Pareshani Dinawari (mort després del 1398/1399), Saidi Hawrami (1784-1842), i Mala Abdul-Rahimi Mawlawi Tavgozi (1806-1882).
El 1941 els ardalan van participar en la revolta kurda a l'Iran, però després es van distanciar de la república de Mahabad (1946) el territori de la qual no va incloure Sanandadj

## Llista d'alguns governants d'Ardalan
1. Bawa Ardalan (segle xiv)
2. Timur Khan Ardalan (en temps de Tahmasp I).
3. Helo (Aliga) Khan Erdelan, 1586 (conegut per haver saquejat Bagdad)
4. Khan Ahmad Khan (en temps d'Abbas I el Gran)
5. Sobhanverdi Khan (en temps de Nadir Shah)
6. Ahmad Khan (fill de l'anterior) (governador de la regió entre Hamadan i Mossul)
7. Khosrow Khan Bozorg (1754-1788)
8. Aman-Allah Khan Bozorg (1799-1825)